# Hugo Maiocco
Hugh V. "Hugo" Maiocco (5 de abril de 1927 – 9 de agosto de 2017) foi um velocista estadunidense que competiu nos Jogos Pan-Americanos de Buenos Aires, em 1951. Ele fez parte da equipe de revezamento dos EUA que conquistou a medalha de ouro no evento 4x400 metros. Neste mesmo Jogos, ele conquistou a medalha de prata nos 400 metros e a medalha de bronze nos 800 metros.
Também foi vencedor do Campeonato Nacional dos EUA na corrida de 600 jardas indoor masculina. Ele estabeleceu seu melhor tempo pessoal em 440 jardas de 47,3 s (equivalente a 47,0 s em 400 m) em 27 de maio de 1950 na cidade de Nova York.
Ele é tio da musicista Pia Maiocco, ex-baixista e esposa do guitarrista Steve Vai
Após se aposentar como esportista, tornou-se pintor, psicólogo e filósofo. Suas pinturas lhe renderam uma exposição no San Francisco Art Festival. Como psicólogo, estudou na Bellevue School of Medicine de Nova York e, como filósofo, passou uma semana em um mosteiro budista em Shasta. Durante a Segunda Guerra Mundial, ele tirou um mês de folga do trabalho para aprender eletrônica e passou no exame de admissão do programa Radar da Marinha com louvor.
Em 1957, mudou-se para Brentwood, Califórnia, uma pacata cidadezinha sem praticamente nenhuma comunidade médica. Ele trabalhou ao lado de outros dois médicos que trataram uma infinidade de doenças. Ele trabalhou nessa posição por mais de 50 anos e manteve registros escritos à mão de tudo. Estima-se que ele tenha dado à luz milhares e milhares de bebês!